# 私有公共空間

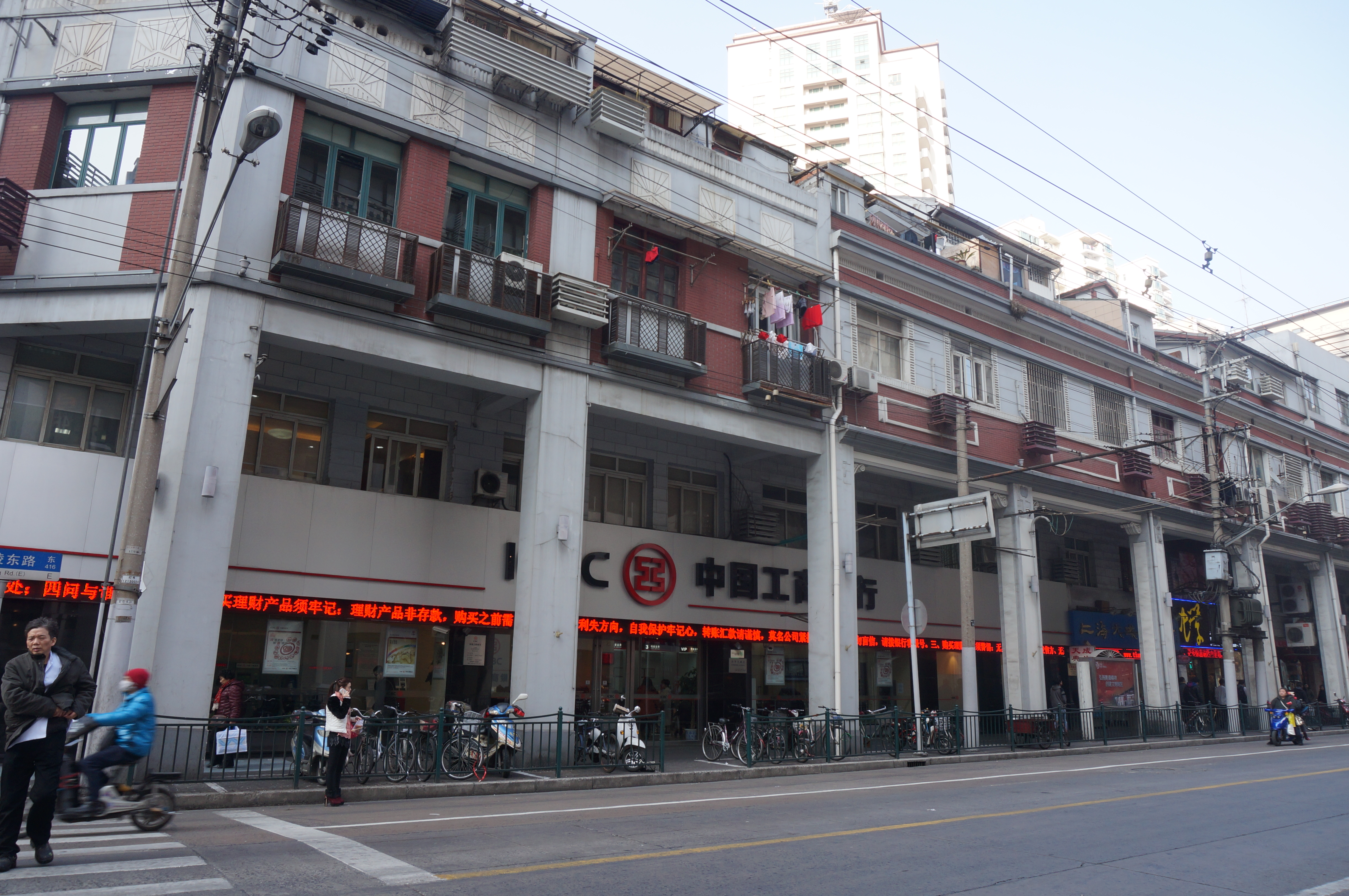
騎樓的走廊是私有公共空間的一種

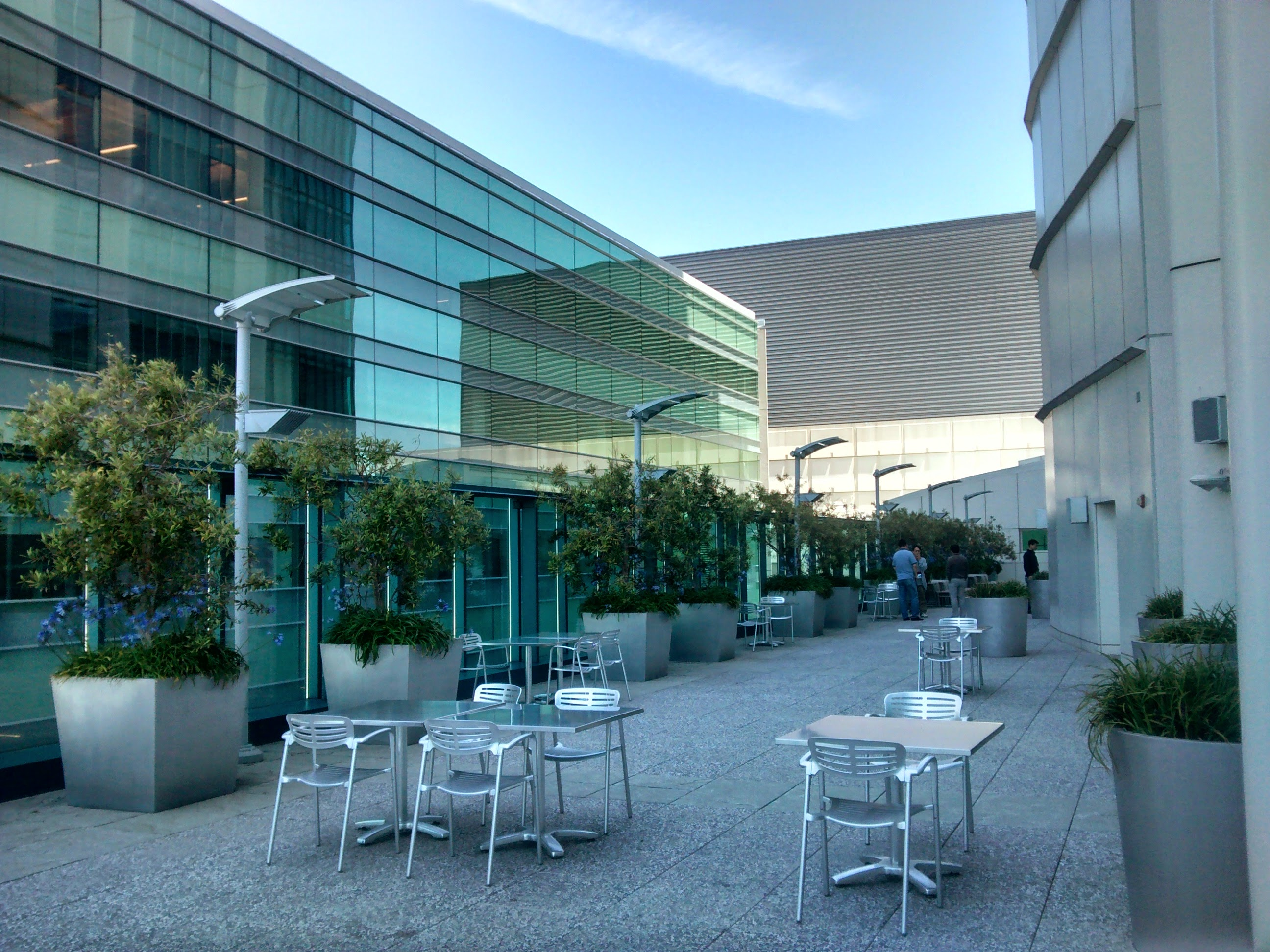
美國加州一處酒店的私有公共空間露臺

私有公共空間（英語：privately owned public space (POPS) / privately owned public open space (POPOS)），部分國家如澳大利亞，稱私有開放空間（英語：private open space），是公共空間的一種，其產權為私有，但在城市土地使用分區以及其他土地使用的法規之下，必須對公眾開放。私有公共空間通常由市政府與地產發展商協定同意，政府給予獎勵性質的容積，而發展商在其私有大樓內部或相鄰地設置公共空間。
私有公共空間通常包含了廣場、騎樓走廊地、跨街區拱廊，小公園以及室內中庭。一些城市的倡議團體設立了關於私有公共空間的網站，例如 apops.mas.org。雖然私有公共空間是從2000年出版的一本專書《Privately Owned Public Space: The New York City Experience》才引起關注，但私有公共空間的出現遠早於此數十年。自1961年起，紐約市便施行獎勵土地使用分區政策，至2000年止，共有503片私有公共空間分佈在紐約各地320幢大樓內。該書明確指出，紐約市政府的獎勵政策在程序上成功達到了製造公共空間的目的，但也有相當比例的空間不符合使用規定。繼紐約之後，東京也於1964年起為開發商引入類似的獎勵政策，在1970年至2001年間，該市一共增加了506處私有公共空間。

## 另見
- 開放空間
- 頂蓋型開放空間、開放空間社區、門禁社區
- 紐約市私有公共空間列表、倫敦私有公共空間列表（英语：List of privately owned public spaces in London）
- 知名城市空橋系統列表（英语：Skyway#List_of_cities_with_notable_systems）：中區行人天橋系統、+15、哈利法克斯城區連結（英语：Downtown Halifax Link）、休士頓地下通道系統（英语：Houston tunnel system）、信義商圈空橋系統